# 대전 괴곡동 느티나무
대전 괴곡동 느티나무는 대전광역시 서구 괴곡동에 있는 대한민국의 천연기념물이다. 2013년 7월 17일 대한민국의 천연기념물 제545호로 지정되었다.
대전 괴곡동 느티나무는 마을에서 오랫동안 마을의 수호목으로 여겨, 매년 칠월칠석이면 마을사람 모두가 나무 앞에 모여 칠석제를 올릴만큼 주민들의 정신적 구심점 역할을 해 왔다는 점에서 그 문화적 가치가 크며, 나무의 규모나 수령, 수형면에서 천연기념물로서 손색이 없다.

## 현지 안내문
느티나무는 우리나라 모든 지역에서 자라는 나무로 높이가 30M 정도까지 자란다. 수명이 길고 모양이 아름다우며 나뭇잎이 단정하여 예로부터 충과 효와 예의 나무로 여겨졌다. 단풍이 아름답고 사람들의 마음을 포근하게 해 주어 가로수나 정자나무로 많이 심었다.
대전 괴곡동 느티나무는 전체 높이가 약 16m, 가슴 높이에서의 둘레가 약 9.2m로, 아름다운 모습을 자랑한다. 나무의 나이는 약 700년으로 대전 지역에서 가장 오래된 나무이다. 이 나무는 마을을 보살펴 주는 나무로 여겨져, 마을 주민들이 매년 음력 칠월 칠석에 나무 앞에서 안녕과 풍년을 기원하는 칠석재를 지낸다. 또한 나무를 통해서 한 해의 풍년과 흉년을 점치기도 하는데, 봄에 새잎이 한꺼번에 피면 풍년이 들고 그렇지 않으면 흉년이 든다고 하였다. 이 나무는 나이, 모양 및 문화적 가치 등으로 2013년 7월 17일에 천연기념물 제545호로 지정되었다. 마을 사람들의 휴식처로 이용되는 이 나무는 마을 주민의 정신적 구심점 역할을 하고 있다.

## 같이 보기
- 느티나무

## 참고 자료
- 대전 괴곡동 느티나무 - 국가유산청 국가유산포털